# 涅利格謝河
涅利格謝河是俄羅斯的河流，屬於阿德恰河的左支流，由薩哈共和國負責管轄，河道全長566公里，流域面積約15,200平方公里，發源自上揚斯克山脈，河水主要來自融雪和雨水。